# Onda tropical (radiodifusão)
Onda tropical - OT ou "Ondas tropicais" é uma faixa do espectro eletromagnético correspondente às radiofrequências entre 2300 kHz e 5060 kHz (comprimentos de onda dos 120 m aos 60 m). A reflexões nas camadas mais baixas da ionosfera, associada à refrações sucessivas na troposfera, permite a cobertura de extensas regiões e atingir pontos da superfície terrestre situados a milhares de quilômetros de distância a partir de uma única antena emissora. 
A origem da designação "ondas tropicais" está associada ao (uso entre os trópicos) e com a comparação do seu "comprimento de onda", da ordem de dezenas de metros (sendo por isso também chamadas ondas decamétricas), com o comprimento de onda de outras radiações eletromagnéticas, mais longas, como as ondas médias (ondas hectométricas) e longas (ondas quilométricas). Representam importante papel nas transmissões de rádio tanto para radiodifusão, como para fins utilitários (comunicações com aviões, embarcações, etc) civis, militares ou comerciais. Na amazônia brasileira, as ondas tropicais, são importantíssimas para a radiodifusão, isso porque os sinais das faixas de ondas médias (AM) e FM, não conseguem alcançar as regiões localizadas na hinterlândia e as emissões em Ondas Curtas, muito sensíveis a propagação, muitas vezes, não são recebidas continuamente nessas localidades. Também chamadas de ondas intermediárias, no inicio de sua utilização na região amazônica, somente eram instaladas emissoras em OT e somente após o evento da portabilidade dos receptores de rádio, foram instaladas emissoras em Onda Média, isso porque esses dispositivos não precisavam estar conectados a antenas receptoras externas que tirariam a sua mobilidade e ainda a falta de equipamentos nacionais multifaixas, sendo o primeiro equipamento totalmente nacional com OT foi o saudoso transglobe da Philco. Sua melhor propagação ocorre no período noturno, sendo que essa diminui gradativamente até o horário correspondente a 02 (duas) horas antes do meio-dia na localidade, ficando reduzida num intervalo de cerca de 04(quatro) horas, retornando, gradativamente, à condição ideal, a partir das 14 (quatorze) horas locais. Devido à característica do comprimento de onda, as transmissões podem se propagar até grandes distâncias, através de saltos onde há a refração e consequente reflexão nas camadas da ionosfera (Lei de Snell).
A propagação das transmissões de rádio em ondas curtas estão sujeitas à fenomenologia própria das camadas ionosféricas. A designação nasceu nos primórdios das transmissões de rádio, quando as frequências geralmente utilizadas eram muito mais baixas. Esta porção do espectro é também referida como HF, sigla derivada do inglês High Frequency, em contraponto à faixa de ondas longas (de comprimento de onda da ordem de quilômetros, também referida como LF, Low Frequency) e às ondas métricas que compõem as transmissões nas frequências de VHF, Very High Frequency. Enfim a Onda Tropical é uma Onda Curta criada para ser usada entre os Trópicos.

## Espectro
O espectro eletromagnético nas frequências de ondas  tropicais é ocupado por transmissões das mais diferentes formas, desde radiodifusão comercial, não comercial, até transmissões de radioamadores e transmissões para comunicação entre aviões e navios.
Muitos países contam com emissões estatais de ondas curtas em diversos idiomas, com a intenção de levar as notícias econômicas, culturais ou mesmo as notícias do dia a dia da sua população para além de suas fronteiras territoriais (visto que as Ondas Curtas têm, geralmente, grande alcance geográfico). Dentre estas, exitem aquelas que transmitem para o exterior desta vez com o objetivo de ser um "canal" entre seus expatriados e seu país de origem. Entre os países que contam com grandes emissoras em OC que transmitem para o exterior estão Estados Unidos, Brasil, Canadá, Rússia, França, Alemanha, Japão, Coreia do Sul, China, Argentina, Itália, República Tcheca e Holanda.
No Brasil as emissoras que transmitem na faixa de ondas tropicais e ou ondas curtas são: Rádio Difusora Acreana Rio Branco-Acre, Rádio Brasil Central, Rádio Universo, Rádio Educadora de Limeira, Rádio Gaúcha, Rádio Nacional, Rádio Novo Tempo, Rádio Trans Mundial, Rádio Bandeirantes São Paulo, Rádio Guaíba, Rádio Clube do Pará, Rádio Itatiaia, Rádio Inconfidência, Rádio Difusora de Macapá, Rádio Educadora de Bragança, Rádio Cultura, Rádio Difusora do Amazonas, Rádio Cultura do Amazonas, Rádio Marumby, Rádio Integração (Cruzeiro do Sul) Super Rádio Deus é Amor, Rádio Cultura de Cuiabá, Rádio Daqui, Rádio Difusora de Londrina, Rádio Alvorada de Londrina, Rádio Voz Missionária, Rádio Municipal e Rádio Roraima.

### Faixas
- 2300 a 2495 kHz banda de 120 metros
- 3200 a 3400 kHz banda de 75 metros
- 4750 a 4995 kHz banda de 62 metros
- 5005 a 5060 kHz banda de 60 metros

## Longas distâncias (Dexismo)
Devido à possibilidade de transmissão à longas distâncias (DX) associadas ao uso das ondas tropicais, algumas transmissões de radiodifusão regionais ou nacionais são sintonizadas em locais muito distantes, em especial pelos radioamadores e radioescutas swl  (Chamados no Brasil de "dexistas"),
Muitos dexistas , radioamadores e radioescutas swl sintonizam as rádios em ondas tropicais para escutar os programas das estações de radiodifusão, e compõem relatórios de recepção, qualificando a qualidade da transmissão e descrevendo detalhadamente o conteúdo da transmissão. Os radioescutas , dexistas., enviam esses relatórios para as emissoras, que em contrapartida, emitem um certificado de escuta, chamado "cartão QSL".
Estações utilitárias
Na grande maioria são estações de serviços públicos.
Estações de utilitárias  são as estações que não intencionalmente transmitem ao público em geral (embora os seus sinais podem ser recebidos por qualquer pessoa com equipamento adequado). Há bandas de ondas curtas atribuídas ao uso da frota mercante, clima marinho e estações de navio-terra; para o tempo de aviação e ar-terra de comunicação; para comunicações militares; para fins governamentais de longa distância, e por outros meios de comunicação não difusão. Muitos entusiastas de rádio ,radio amadores e dexistas se especializam-se em ouvir as transmissões "utilitárias", que muitas vezes se originam a partir de localizações geográficas, sem conhecimento das emissoras de ondas curtas.
Radioamador
É a prática de operação de um transmissor de rádio  via ondas curtas para comunicações bidirecionais não comerciais é conhecido como rádio amador. As licenças são concedidas por agências governamentais autorizadas. Operadores de rádio amadores fizeram muitos avanços técnicos na área de rádio, e fazem-se disponível para transmitir comunicações de emergência, quando os canais de comunicação normais falham. Alguns amadores praticam operando fora da rede de energia, de modo a estar preparados para a perda de potência. Muitos operadores de rádio amador começou como ouvintes de ondas curtas (SWLs) e ativamente incentivam SWLs para também se tornarem operadores de rádio amador. Muitos operadores de rádio amador também são excelentes radioescutas, dexistas.

## Informações
- Os rádios e alguns auto-rádios antigos sintonizavam Ondas Médias (OM), mais conhecidas como rádios AM nas frequências de 540 kHz até 1630 kHz
- Esses rádios antigos muitas vezes também sintonizavam Ondas Curtas (OC), nas frequências até 15 a 30 MHz
- A sintonização de Ondas Tropicais (OT), nas frequências 2300 kHz a 5060 kHz de 120, 90, 75 e 60 metros. Há estudos que dizem que as mesmas podem chegar a 5900 kHz de 49 metros
- A modulação é por amplitude, onde o sinal da rádio, por exemplo 3 MHz (OC), tem sua potência de transmissão modulada pelo sinal de áudio. Essa modulação é chamada de AM (Amplitude Modulation)
- A modulação AM ocupa o equivalente a duas vezes a banda do sinal de áudio, ou seja; se desejamos transmitir uma banda audível de 5 kHz a modulação AM ocupa 10 kHz no espectro de frequências de rádio
- A modulação SSB (Single Side Band) é uma técnica de transmissão AM que ocupa metade da banda AM de rádio, ou seja; ela necessita apenas 5 kHz de banda no espectro de frequência de rádio para 5 kHz de banda de áudio. A banda inferior, ou superior podem igualmente ser utilizadas, propiciando assim uma ocupação de um quarto apenas da banda (2,7 kHz).
- Os rádios com modulação SSB e mesmo os rádios AM estavam se tornando obsoletos pela baixa qualidade de áudio pois a banda de áudio foi limitada em 5 kHz e demandam um potente amplificador (transmissor) operando na classe C de operação. Contudo, com a criação de receptores digitais de alta fidelidade e portáteis (p.ex. Sony ICF-SW35) muitos voltam a usufruir desse tipo de transmissão.
- A modulação FM ocupa uma banda ainda maior no espectro de frequências de rádio que a transmissão por AM, ou seja; uma rádio FM ocupa até 200 kHz para uma banda de 2 x 15 kHz de áudio estéreo.